# Grupo JCPM
O Grupo JCPM é um grupo empresarial e conglomerado de mídia brasileiro com sede no Recife, capital de Pernambuco.
É muito conhecido no Nordeste brasileiro por ter criado a rede de supermercados e hipermercados Bompreço (que atualmente pertence ao Grupo Carrefour Brasil), bem como o cartão de crédito Hipercard (hoje controlado pelo Itaú Unibanco).

## Empresas integrantes

### Comunicação
- Sistema Jornal do Commercio de Comunicação

### Administração deshopping centers
- Shopping Recife, Recife, Pernambuco
- RioMar Shopping, Recife, Pernambuco
- Plaza Shopping Casa Forte, Recife, Pernambuco
- Shopping Tacaruna, Recife, Pernambuco
- Shopping Guararapes, Jaboatão dos Guararapes, Pernambuco
- Salvador Shopping, Salvador, Bahia
- Salvador Norte Shopping, Salvador, Bahia
- Shopping Jardins, Aracaju, Sergipe
- RioMar Shopping, Aracaju, Sergipe
- RioMar Shopping, Fortaleza, Ceará
- RioMar Presidente Kennedy, Fortaleza, Ceará

## Antigas empresas
- Bompreço (vendido ao Ahold, atualmente pertence ao Grupo Carrefour Brasil)
- Hipercard (vendido a Unibanco, hoje Itaú Unibanco)
- Palmeiron (vendido a Arisco, atualmente pertence ao Grupo ASA)